# Гай Херений (трибун 80 пр.н.е.)
Гай Херений (на латински: Gaius Herennius) е политик на Римската република през началото на 1 век пр.н.е. Произлиза от фамилията Херении.
През 80 пр.н.е. той е народен трибун. През тази година консули са Луций Корнелий Сула и Квинт Цецилий Метел Пий. Той е в опозиция на едно предложение (rogatio) на Сула. През 72 пр.н.е. е легат в Испания.